# Лунный Пьеро (рок-группа)
«Лунный Пьеро» — советская арт-рок-группа второй половины 1980-х — начала 1990-х годов, лидер — гитарист Артур Мунтаниол.

## История
Основана в Москве в 1985 году студентами Царицынского музыкального училища гитаристом Артуром Мунтаниолом и клавишником Валентином Трофимовым. Мунтаниол — сын советского кинокомпозитора Эрнста Мунтаниола, до этого был некоторое время гитаристом «Николая Коперника», Трофимов ранее играл в группе «Мистерия Буфф». В первый состав вошли также бас-гитарист Сергей Холоднов и барабанщик Станислав Канарейкин.
Музыку и тексты в коллективе писал Мунтаниол, он же был и фактическим лидером группы. Также в сочинении музыки участвовал Трофимов; большинство композиций — инструментальная музыка, также в репертуаре было некоторое количество песен, пели Мунтаниол и Трофимов, около полугода в группе пел вокалист музучилища Александр Виста.
Первое концертное выступление состоялось в 1987 году в День молодёжи в доме культуры при Останкинской телебашне совместно с группами «Биоконструктор», «Иск» и «Мираж». Вскоре после концерта его организатор Константин Зверев присоединился к коллективу, заменив Холоднова на бас-гитаре. В феврале 1988 году группа выступила на «Фестивале надежд», организованном Московской рок-лабораторией, в том же году — стала лауреатом фестиваля «Дебют», и получила определённую известность, благодаря которой стала приглашаться на различные рок-фестивали, в том числе выступала на фестивале Московской рок-лаборатории. После выступления на фестивале радиостанции «Юность» музыка коллектива попала в радиоэфир.
В августе 1988 года группу покинул Трофимов, ставший священником, в дальнейшем группа работала в составе из трёх исполнителей. В конце 1980-х группа вошла в ассоциацию «Пост-рок» Алексея Козлова, Мунтаниол стал членом правления, под эгидой ассоциации группа дала несколько концертов, а выступление на фестивале ассоциации попало в телеэфир.
В 1991 году вышла пластинка группы на фирме «Мелодия»; продюсер альбома — Ольга Глушкова (ранее работавшая над выпуском двух пластинок Башлачёва), студийная запись осуществлена в студии МХАТ у звукорежиссёра Игоря Клименкова, в процессе работы сменился бас-гитарист: вместо Зверева часть записи сделана с безладовой бас-гитарой в исполнении Юрия Сергеева. Обложку альбома в стиле минимализма выполнил художник Александр Шершуков.
Летом 1991 года Мунтаниол с родителями иммигрировал в Германию. Мунтаниол считал, что необходимо продвигать музыку коллектива на Западе, и трио приступило к записи англоязычного альбома в студии Театра Моссовета со звукорежиссёром Клименковым; вскоре из-за разногласий группу покинул Сергеев, и Канарейкин с Мунтаниолом продолжили работать вдвоём. После записи альбома в 1992 году группа фактически прекратила существование. В 1993 году от сердечного приступа скончался Канарейкин.
В 2015 году проживающий в США Мунтаниол и переехавший во Францию Трофимов выпустили под именем группы «Лунный Пьеро» альбом Illusion, записанный по переписке через Интернет.

## Творчество
Название коллектива восходит к вокально-инструментальному циклу экспрессиониста и додекафониста Шёнберга «Лунный Пьеро» на стихи из одноимённого сборника Жиро.
Стиль группы — арт-рок со сложными мелодиями и нетривиальными ритмическими ходами, с жёстким звучанием, близким к хард-року. Музыка коллектива иногда сравнивалась с ранним творчеством King Crimson. Некоторые партии отличались высокой технической сложностью исполнения, так, во всех роликах о фестивале ассоциации «Пост-рок» фигурировала композиция «Лунного Пьеро» «Додекафония», в которой сложное гитарное соло Мунтаниол исполнил тэппингом двумя руками на инструменте в вертикальном положении. И хотя у группы была стабильная аудитория слушателей, музыка её в целом не встречала понимания у продюсеров, промоутеров, журналистов, в итоге сколь-нибудь заметной массовой популярности у группы не было.
Альбом 2015 года сами музыканты отнесли к прог-року «с элементами симфонической музыки, авангарда, фолка, прогрессивного панк-рока и сатирического джаза».

## Состав
- Артур Mунтаниол — гитара, вокал, фортепиано, клавишные, музыка и тексты
- Станислав Канарейкин — барабаны, перкуссия
- Валентин Трофимов — клавишные, фортепиано, вокал, музыка
- Александр Виста — вокал
- Константин Зверев — бас-гитара
- Сергей Холоднов — бас-гитара
- Юрий Сергеев — бас-гитара

## Дискография
- Интродукция — магнитофонный альбом (1985)
- Злоключения — магнитофонный альбом (1988)
- Лунный Пьеро 1 (The Moon Pierrot 1)— студийный альбом (1991, "Мелодия", винил; ремастированное переиздание на CD вышло к 30-летней годовщине в 2021 году)
- Whispers & Shadows — студийный альбом (1992)
- Bonus Tracks — невошедшие треки (1992)
- Illusion (Иллюзион) (2015)